# Sida en Biélorussie
 Mise en garde médicale
Selon ONUSIDA, la prévalence du VIH en Biélorussie en population générale est en 2018 de l’ordre de 0,5 %, avec autour de 27 000 personnes vivant avec le VIH. 

## Situation épidémiologique
Le nombre de nouvelles infections est l’ordre de 2000, en baisse, avec un pic atteint en 2015. Celui des décès directement liés au sida s’est stabilisé au tour de 500 par an. 79 % des personnes séropositives sont dépistées, 59 % (15 500) sous traitement, 40 % ont une charge virale nulle. 
Les prévalences dans les populations-clé sont estimées pour 2018 par ONUSIDA à :
- 7,0 % pour les travailleurs du sexe, couverts à 84 % par des programmes de prévention,
- 9,8 % pour les hommes ayant des relations sexuelles avec les hommes,
- 30,8 % pour les usagers de drogues injectables.

En 2020, le sida en Biélorussie a été détecté dans 30636 cas dont 1427 nouveaux cas en 2020. Le taux de détection de 22,6 par 100 000 en 2019, en fait un des pays les plus touchés par le sida en Europe avec/après Russie, Ukraine, Moldavie, Khazakstan.

## Politiques de santé
La Biélorussie est considérée par l’OMS comme ayant éliminé la transmission mère enfant. Le gouvernement y soutient des programmes de réduction des risques et de thérapie de substitution et est un acteur clé de leur promotion au sein de la CEI. Malgré cette implication, la prévalence estimée reste en augmentation chez les usagers de drogues injectables (25,1 % en 2016, 30,8 % en 2018),.